# Église de l'Épiphanie de Srbobran
Pour les articles homonymes, voir Église de l'Épiphanie.
L'église de l'Épiphanie de Srbobran (en serbe cyrillique : Црква Богојављења у Србобрану ; en serbe latin : Crkva Bogojavljenja u Srbobranu) est une église orthodoxe serbe située à Srbobran, dans la province de Voïvodine et dans le district de Bačka méridionale en Serbie. Elle est inscrite sur la liste des monuments culturels de grande importance de la république de Serbie (identifiant no SK 1116).

## Présentation
Par son style, l'église est caractéristique de la transition entre le XVIIIe siècle et le XIXe siècle ; construite entre 1787 et 1807, elle se présente comme un édifice classique avec des éléments de décoration baroque. Elle est constituée d'une nef unique prolongée par une abside demi-circulaire ; la façade occidentale est dominée par deux clochers surmontés d'un bulbe aplati, d'une lanterne et d'une croix.
À l'intérieur, l'iconostase a été réalisée par le sculpteur sur bois Georgije Dević entre 1859 et 1863, tandis que les icônes et les fresques ont été peintes par Novak Radonjić en 1861. Le chœur et les trônes ont été peints par Konstantin Pantelić.